# الكسندر ميتشيل (سياسي)
الكسندر ميتشيل هو سياسي كندي، ولد في 27 يوليو 1912، وتوفي في 26 يوليو 2003. انتخب عضو المجلس التشريعي من ساسكاتشوان.